# تپه دشنکار
تپه دشنکار مربوط به دوران پیش از تاریخ ایران باستان است و در شهرستان بردسیر، دشتکار واقع شده و این اثر در تاریخ ۱ فروردین ۱۳۴۵ با شمارهٔ ثبت ۴۹۵ به‌عنوان یکی از آثار ملی ایران به ثبت رسیده است.